# Osiedle Sudeckie
Osiedle Sudeckie (Osiedle Przodowników Pracy) – część miasta Świebodzice.
Jest to osiedle mieszkaniowe zabudowane głównie blokami spółdzielczymi.
Na terenie osiedla są też 3 bloki nr 1, 2 i 3 zarządzane przez miasto. Pozostałe natomiast przez spółdzielnię mieszkaniową.
Wcześniejsza nazwa - Osiedle Przodowników Pracy.